# Yoon Seo-ah
Đây là một tên người Triều Tiên, họ là Yoon.
Yoon Seo-ah (tiếng Hàn Quốc: 윤서아, sinh ngày 30 tháng 9 năm 2000) là một diễn viên Hàn Quốc trực thuộc 9ato Entertaiment . Yoon Seo Ah được công chúng biết đến nhiều hơn sau khi đảm nhận vai phụ Seo Ji Wan trong bộ phim truyền hình Dẫu biết (2021) của JTBC.

## Nghệ thuật

### Ảnh hưởng
Trong diễn xuất, Yoon đã nhắc tới diễn viên Do-Yeon Jeon như một sự ảnh hưởng lớn tới diễn xuất của cô và là hình mẫu cô muốn hướng tới sau khi xem diễn xuất của Do-Yeon Jeon trong bộ phim Đường về nhà.

### Phong cách diễn xuất
Trong cuộc phỏng vấn năm 2021, Yoon tiết lộ phong cách diễn xuất mình muốn hướng tới là "diễn xuất có thể mang lại sự thoải mái cho người xem", "truyền hy vọng và lòng dũng cảm cho khán giả" thông qua diễn xuất và muốn thể hiện một diễn xuất một cách chân thành.

## Sự nghiệp
Sau bộ phim truyền hình đặc biệt về kì nghỉ của Hàn Quốc "X" của đài MBC, Yoon Seo Ah tích cực tham gia diễn xuất trong mảng phim truyền hình.

### Phim truyền hình
| Năm  | Tựa đề                            | Tựa đề                                                   | Tựa đề                        | Vai diễn         | Đài truyền hình | Ghi chú               | Ref.   |
| Năm  | Tiếng Anh                         | Tiếng Việt                                               | Gốc                           | Vai diễn         | Đài truyền hình | Ghi chú               | Ref.   |
| ---- | --------------------------------- | -------------------------------------------------------- | ----------------------------- | ---------------- | --------------- | --------------------- | ------ |
| 2016 | Korean holiday special drama 'x'. | Bộ phim truyền hình đặc biệt về kì nghỉ của Hàn Quốc "X" | 우리말 나들이 특집 드라마 'X' |                  | MBC             |                       | [ 6 ]  |
| 2018 | Bad Papa                          | Người cha tồi                                            | 배드파파                      | Wang Hye Ji      | MBC             |                       | [ 5 ]  |
| 2020 | Love Revolution                   | Cách mạng tình yêu                                       | 연애혁명                      | Bae Ji Yeon      | Kakao TV        | Xuất hiện trong tập 7 | [ 7 ]  |
| 2020 | True Beauty                       | Vẻ đẹp đích thực                                         | 여신강림                      | Im Hee-Kyung trẻ | TvN             |                       | [ 8 ]  |
| 2021 | Nevertheless                      | Dẫu biết                                                 | 알고있지만,                   | Seo Ji Wan       | TvN             |                       | [ 1 ]  |
| 2022 | Juvenile Justice                  | Tòa án vị thành niên                                     | 소년심판                      | Go Hye Rim       | TvN             |                       | [ 7 ]  |
| 2022 | Soundtrack #1                     | Bản nhạc #1                                              | 사운드트랙#1                  | Kim Seo Yeon     | Disney +        | Khách mời tập 4       | [ 9 ]  |
| 2022 | Bloody Heart                      | Trái tim đẫm máu                                         | 붉은 단심                     | Dong Geum        | KBS2            |                       | [ 10 ] |

### MV ca nhạc
Yoon Seo-ah từng xuất hiện trong MV "The Signal of One Billion Light-year" của ca sĩ Lee Seung-hwan.

## Đời tư
Hội fan hâm mộ của Yoon Seo Ah có tên Aro và fancafe của cô có tên Hộp thư của Seo Ah (서아의 사서함).